# 台大醫院站
台大醫院站位於台灣台北市中正區，為台北捷運淡水信義線（淡水線）的捷運車站。

## 車站概要
車站位於台北市城中一帶，公園路下方，襄陽路口與常德街口間，車站編號為R09。捷運興建中曾暫名為「新公園」，即今日之二二八和平公園。通車前定台大醫院為站名，取自位於站址東側的台大醫院總院。由於醫院在臺語是以「病院」（Pēnn-īnn）兩字發音，為了順應語言習慣，因此本站的臺語站名廣播並非依站名字面發音，而是念做「台大病院」（Tâi-tāi Pēnn-īnn）。
本站英文站名播報為「National Taiwan University Hospital Station」，而非站名標示所用的「NTU Hospital Station」。
本站在興建時劃為新店線的工區範圍，採用與新店線相同的挑高地下站體，是故成為淡水信義線上唯一站體挑高的非轉乘地下站。

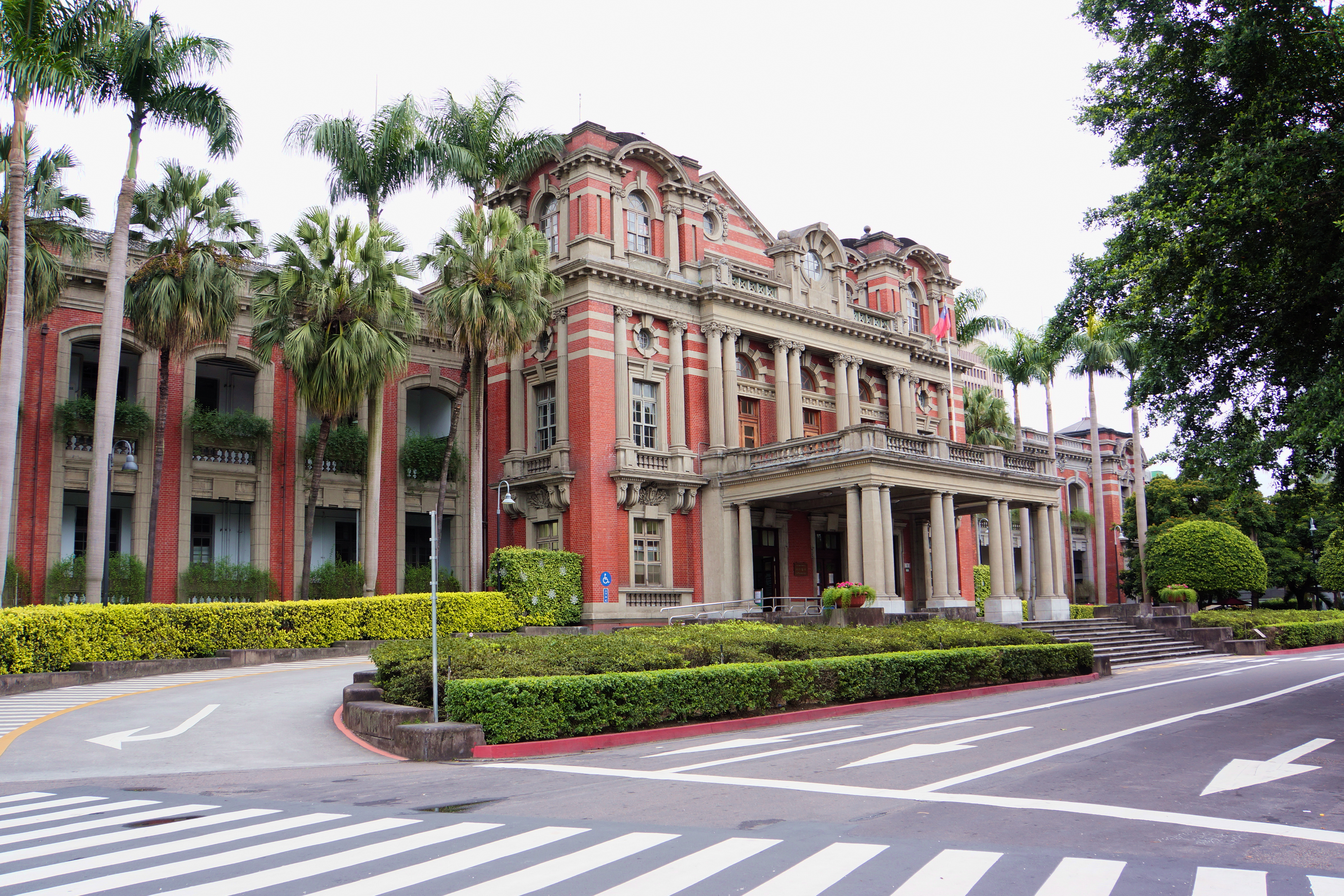
台大醫院西址大樓

## 車站構造
地下二層車站，一個島式月台，四個出入口。本站設有半高式月台門。
本站與鄰近的中正紀念堂站，以及古亭站均設計為民防車站，本站至古亭站間天花板到地面街道間有60公分厚的防爆板，以防止空襲及炸彈破壞。

### 車站樓層
| 地面      | 出入口             | 出入口                                           |
| 地下 一樓 | 大廳層             | 車站大廳、詢問處、自動售票機、驗票閘門           |
| 地下 一樓 | 大廳層             | 洗手間（站體南側付費區外，近出口1）              |
| 地下 二樓 | 一月台             | ← 淡水信義線 往淡水／北投方向（R10 台北車站）    |
| 地下 二樓 | 島式月台，左側開門 |                                                  |
| 地下 二樓 | 二月台             | 淡水信義線 往象山／大安方向（R08 中正紀念堂站）→ |

### 車站出口
出口1、2位於車站南端，出口3、4位於車站北端，無障礙電梯位於出口1（二二八和平公園側）、2、3（台大醫院側）。出口1、4也同時作為二二八和平公園的出入口。
| 出入口                      | 圖片 | 位置                                     |
| --------------------------- | ---- | ---------------------------------------- |
| 出入口1                     |      | 二二八和平公園（公園路西側、常德街口）   |
| 出入口2                     |      | 台大醫院（常德街、公園路口）             |
| 出入口3                     |      | 健保署台北業務組（公園路東側、襄陽路口） |
| 出入口4                     |      | 襄陽路（公園路西側、襄陽路口）           |
| 註： 設有電梯 \| 設有手扶梯 |      |                                          |

## 歷史
- 1998年12月24日：隨著淡水線「北車站← →中正紀念堂」段、新店線「中正紀念堂← →古亭」段與中和線正式通車而啟用。
- 2014年3月30日：由於反服貿遊行的關係，本站與中正紀念堂站一度湧入大量人潮，於當日下午2點至2點40分啟動列車過站不停模式，淡水線有八班列車過站不停，隨後已經恢復正常營運。[4]
- 2015年11月6日：半高式月台門正式啟用[5]。
- 2021年10月31日：1號出口增設的無障礙電梯正式啟用。
- 2024年3月29日：啟用常德街人行地下連通道，連接台大醫院東址大樓。

## 利用狀況
根據2024年12月資料，台大醫院站每日旅運量約為44,171人次，在台北捷運各站中排行第43名。
| 年   | 年間      | 年間      | 年間       | 年間  | 單日平均 | 單日平均 |
| 年   | 上車      | 下車      | 上下車計   | 來源  | 上車     | 上下車   |
| ---- | --------- | --------- | ---------- | ----- | -------- | -------- |
| 1998 | 15,642    | 25,423    | 41,065     | [ 6 ] | 1,955    | 5,133    |
| 1999 | 4,000,574 | 4,010,790 | 8,011,364  | [ 6 ] | 10,960   | 21,949   |
| 2000 | 6,646,345 | 6,869,969 | 13,516,314 | [ 6 ] | 18,159   | 36,930   |
| 2001 | 8,060,309 | 8,267,792 | 16,328,101 | [ 6 ] | [ 註 1 ] | [ 註 1 ] |
| 2002 | 7,258,398 | 7,351,350 | 14,609,748 | [ 6 ] | 19,886   | 40,027   |
| 2003 | 6,373,239 | 6,474,176 | 12,847,415 | [ 6 ] | 17,461   | 35,198   |
| 2004 | 7,226,400 | 7,298,699 | 14,525,099 | [ 6 ] | 19,744   | 39,686   |
| 2005 | 7,363,681 | 7,416,134 | 14,779,815 | [ 6 ] | 20,174   | 40,493   |
| 2006 | 7,561,962 | 7,621,135 | 15,183,097 | [ 6 ] | 20,718   | 41,598   |
| 2007 | 7,523,055 | 7,572,912 | 15,095,967 | [ 6 ] | 20,611   | 41,359   |
| 2008 | 7,961,847 | 8,014,942 | 15,976,789 | [ 6 ] | 21,754   | 43,652   |
| 2009 | 7,855,226 | 7,971,035 | 15,826,261 | [ 6 ] | 21,521   | 43,360   |
| 2010 | 8,084,496 | 8,240,172 | 16,324,668 | [ 6 ] | 22,149   | 44,725   |
| 2011 | 8,454,774 | 8,691,595 | 17,146,369 | [ 6 ] | 23,164   | 46,976   |
| 2012 | 8,473,564 | 8,739,480 | 17,213,044 | [ 6 ] | 23,152   | 47,030   |
| 2013 | 8,029,453 | 8,305,266 | 16,334,719 | [ 6 ] | 21,999   | 44,753   |
| 2014 | 8,115,528 | 8,570,472 | 16,686,000 | [ 6 ] | 22,234   | 45,715   |
| 2015 | 7,569,162 | 8,029,476 | 15,598,638 | [ 6 ] | 20,737   | 42,736   |
| 2016 | 7,752,364 | 8,225,597 | 15,977,961 | [ 6 ] | 21,181   | 43,656   |
| 2017 | 7,692,790 | 8,100,523 | 15,793,313 | [ 6 ] | 21,076   | 43,269   |
| 2018 | 7,909,270 | 8,274,792 | 16,184,062 | [ 6 ] | 21,669   | 44,340   |

## 車站周邊
| | |
| - 台大醫院 - 醫學人文博物館（位於台大醫院內。） - 臺大地藏庵 - 國立臺灣大學醫學院 - 臺北賓館 - 二二八和平紀念公園 - 臺灣廣播電臺放送亭（位於二二八和平紀念公園內。） - 台北市立二二八和平紀念館（位於二二八和平紀念公園內。） - 國立臺灣博物館（位於本站與台北車站間） - 凱達格蘭大道 - 臺北市政府警察局中正第一分局介壽路派出所 - 臺北市政府警察局中正第一分局仁愛路派出所 - 中華民國總統府 - 中華民國外交部 - 張榮發基金會 長榮海事博物館 - 中正運動中心 - 臺北市公共自行車租賃系統 - 捷運臺大醫院站（1號出口） - 捷運臺大醫院站（4號出口） | - 臺北市中正區東門國民小學 - 臺灣銀行總行 - 臺灣金融控股公司總部 - 中華民國教育部 - 中正運動中心 - 中華民國內政部 - 行政院人事行政總處 - 中華民國大陸委員會 - 中華民國公平交易委員會 - 中華民國中央選舉委員會 - 中華民國僑務委員會 - 教育部青年發展署 - 外交部領事事務局 - 文化部蒙藏文化中心 - 臺北市立第一女子高級中學 |

## 公車資訊
| 編號         | 經營業者   | 區間                              | 備註                                                |
| ------------ | ---------- | --------------------------------- | --------------------------------------------------- |
| 0東          | 大都會客運 | 內湖← →台北車站                   |                                                     |
| 2            | 首都客運   | 台北海大← →台大醫院               |                                                     |
| 5            | 大都會客運 | 中和← →行天宮                     |                                                     |
| 18           | 欣欣客運   | 萬華← →捷運麟光站                 |                                                     |
| 20           | 大都會客運 | 永春高中← →青年公園               |                                                     |
| 37           | 大都會客運 | 吳興街← →捷運臺大醫院站           |                                                     |
| 88           | 大有巴士   | 重陽路← →台北車站                 |                                                     |
| 88區間車     | 大有巴士   | 南港花園社區← →台北車站           |                                                     |
| 222          | 大都會客運 | 內湖← →衡陽路                     |                                                     |
| 241          | 台北客運   | 中和← →博愛路                     | 屬於新北市區公車。                                  |
| 243          | 台北客運   | 中和← →捷運西門站                 | 屬於新北市區公車。                                  |
| 245          | 台北客運   | 宏國德霖科技大學← →捷運台大醫院站 | 屬於新北市區公車。                                  |
| 249          | 欣欣客運   | 臺科大華夏校區← →台北車站         | 屬於新北市區公車。                                  |
| 251          | 欣欣客運   | 深坑← →台北車站                   |                                                     |
| 295          | 欣欣客運   | 富德← →台北車站                   |                                                     |
| 295副線      | 欣欣客運   | 富德← →台北車站                   | 行經芳蘭路。                                        |
| 513          | 三重客運   | 捷運輔大站← →捷運台大醫院站       |                                                     |
| 621          | 首都客運   | 二重← →捷運臺大醫院站             | 例假日停駛。                                        |
| 640          | 三重客運   | 五股← →捷運台大醫院站             | 屬於新北市區公車。                                  |
| 644          | 新店客運   | 青潭← →博愛路                     |                                                     |
| 648          | 新店客運   | 錦繡← →台北車站                   |                                                     |
| 651          | 台北客運   | 板橋← →台北市政府                 |                                                     |
| 656          | 台北客運   | 宏國科大← →捷運台大醫院站         | 屬於新北市區公車。                                  |
| 670          | 欣欣客運   | 臺科大華夏校區← →台北車站         |                                                     |
| 706          | 台北客運   | 三峽← →西門                       | 屬於新北市區公車。                                  |
| 835          | 三重客運   | 新北產業園區← →捷運台大醫院站     | 屬於新北市區公車。                                  |
| 849          | 新店客運   | 烏來← →台北車站                   | 部分班次繞駛屈尺社區，三段收費。 屬於新北市區公車。 |
| 938          | 指南客運   | 五股← →捷運台大醫院站             | 例假日停駛。 屬於新北市區公車。                     |
| 藍2          | 首都客運   | 新莊← →捷運台大醫院               |                                                     |
| 仁愛幹線     | 台北客運   | 五福新村← →南港花園社區           |                                                     |
| 信義幹線     | 首都客運   | 捷運昆陽站← →台北車站             |                                                     |
| 羅斯福路幹線 | 欣欣客運   | 動物園← →台北車站                 |                                                     |
| 跳蛙公車     | 台北客運   | 三峽← →捷運臺大醫院站             | 屬於新北市區公車。                                  |

## 公共藝術
站區內收藏了被命名為「手之組曲」的公共藝術雕塑創作。此作品實際上是由四件雕塑所組成（小公園有兩件），作者為李光裕。

## 圖片集

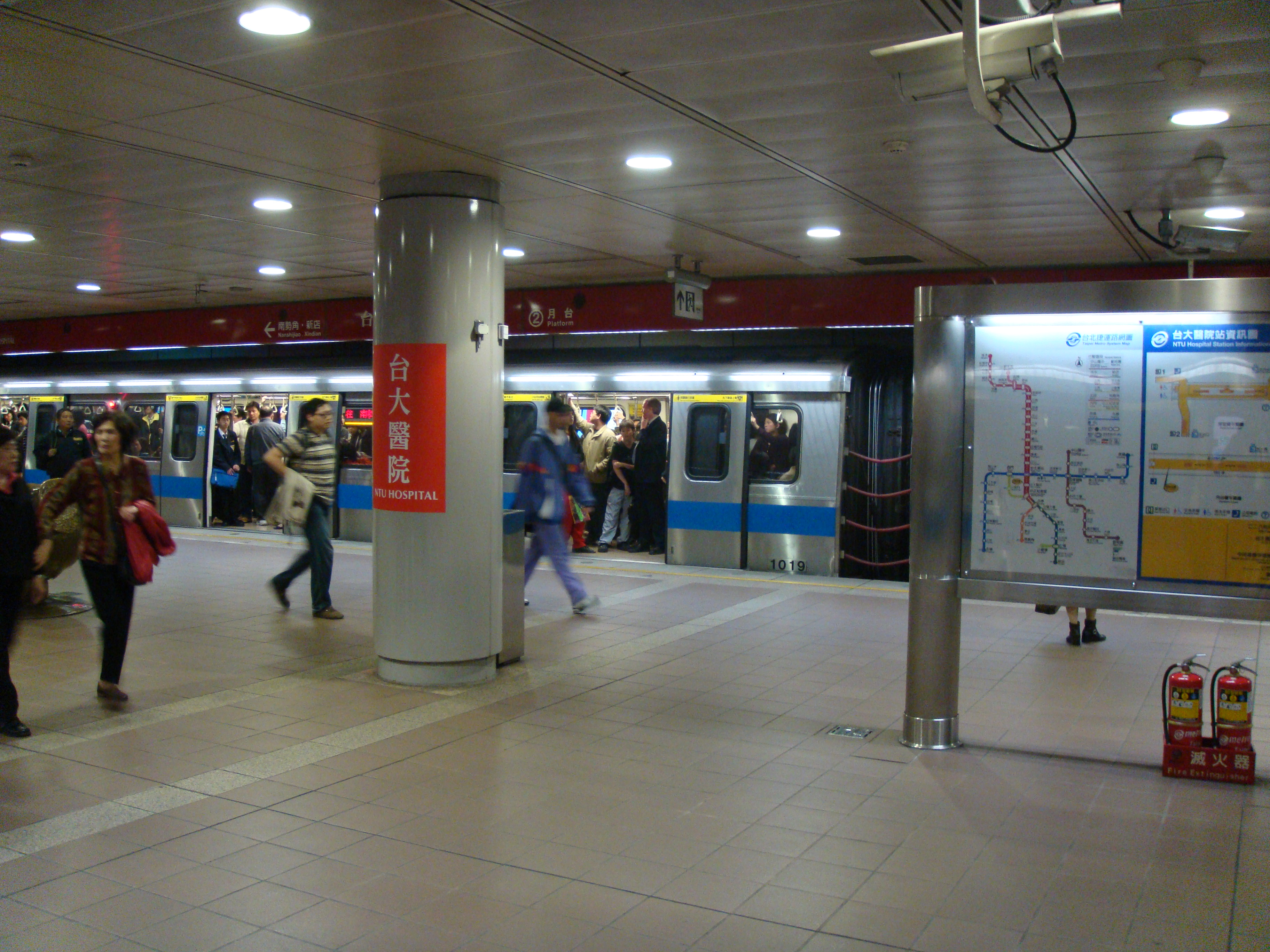
2008年的2月台（當時往新店/南勢角方向）
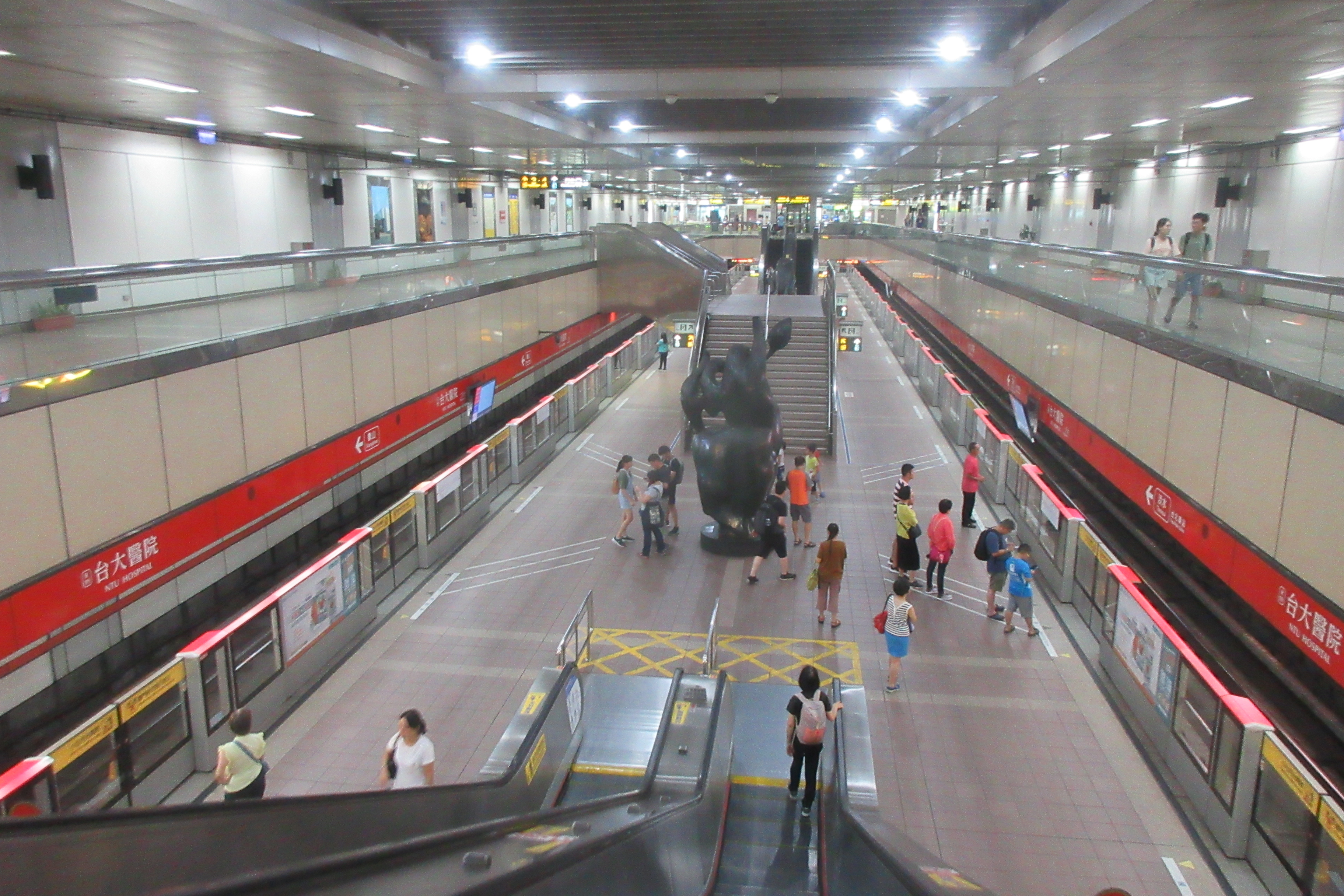
月台層

## 腳註

### 來源資料
1. 1 2  . 臺北大眾捷運股份有限公司. 2021-01-15.
2. ↑  淡水線與新店線於中正紀念堂站銜接，但興建以台大醫院站北端為分界，北側為淡水線CT201A標（台北車站至台大醫院站間潛盾隧道），台大醫院站屬於新店線CH218標（台大醫院站及台大醫院站至中正紀念堂站間隧道工程），加上通車時為「新店線北段與中和線」，故常誤認為屬於新店線。
3. ↑  . .sdpo.dorts.gov.tw.   [2014-08-09]. （原始内容存档于2013-11-13）.
4. ↑  .   [2014-03-31]. （原始内容存档于2014-04-13）.
5. ↑  防跳軌 北捷15站設月台門.聯合新聞網.2010-09-26 （页面存档备份，存于）
6. ↑  （繁體中文）臺北捷運公司. . 2019-02-26  [2019-06-08]. （原始内容存档于2020-11-28）. 臺北市統計資料庫查詢系統
7. ↑  徐榮崇. . 臺北市文獻委員會. 2015年12月: 頁121–132  [2019-12-28]. ISBN 9789860469875. （原始内容存档于2020-12-07）.
8. ↑  手之組曲 （页面存档备份，存于）.臺北市政府捷運工程局-淡水線.108-11-18

- 臺北市商業處-商圈介紹-重慶南路書店(商圈)（页面存档备份，存于）

## 外部連結
- 臺北大眾捷運股份有限公司（页面存档备份，存于）
- 臺北市政府捷運工程局（页面存档备份，存于）
- 大醫院站位置圖（台北捷運公司） （页面存档备份，存于）
- 大醫院站車站剖面相關位置圖（台北捷運公司） （页面存档备份，存于）
- 販賣店現況 （页面存档备份，存于）